# Prioniturus platenae
El lorito-momoto de Palawan (Prioniturus platenae) es una especie de ave psitaciforme de la familia Psittaculidae endémica del oeste de Filipinas. Inicialmente esta especie se consideraba conespecífica de P. discurus.

## Descripción
Mide entre 27 y 28 centímetros de largo (23,5 sin contar sus raquetas). El plumaje de los machos es principalmente verde, con tonos amarillentos en las partes inferiores. Su cabeza es totalmente azul y tiene el pecho y la parte superior del abdomen salpicados de azul turquesa, y la parte interna de las alas es de color azul. Las dos plumas centrales de su cola son largas, y consisten en un filamento pelado terminado en un mechón negro a modo de raquetas, que sobresalen de la cola. Su pico es blanquecino azulado y su iris es de color amarillento. Las hembras tiene la cabeza de un azul menos intenso y carece de tonos azules. Los juveniles se parecen a las hembras pero sin raquetas en la cola.

## Distribución y hábitat
Se encuentra en las islas de la provincia filipina de Palawan. Habita en los bosques húmedos de tierras bajas en pequeñas bandadas, pero está amenazada por la destrucción del hábitat y la captura para el comercio de aves de jaula.